# Ki Bo-bae
Ki Bo-bae (Koreaans: 기보배) (Anyang, 20 februari 1988) is een Zuid-Koreaanse boogschutter.
Ki won bij het boogschieten op de Olympische Zomerspelen 2012 in Londen de gouden medaille, zowel bij de dames individueel als in de landenwedstrijd met haar teamgenotes Choi Hyeon-ju en Lee Sung-jin.
In Rio de Janeiro boogschieten op de Olympische Zomerspelen 2016 haalde ze in de landenwedstrijd wederom goud, individueel haalde ze dit keer de bronzen medaille.

## Erelijst
- 2016:  Olympische Spelen (team)
- 2016:  Olympische Spelen (individueel)
- 2012:  Olympische Spelen (team)
- 2012:  Olympische Spelen (individueel)

1904: Matilda Howell ·
1908: Queenie Newall ·
1972: Doreen Wilber ·
1976: Luann Ryon ·
1980: Keto Losaberidze ·
1984: Seo Hyang-soon ·
1988: Kim Soo-nyung ·
1992: Cho Youn-jeong ·
1996: Kim Kyung-wook ·
2000: Yun Mi-jin ·
2004: Park Sung-hyun ·
2008: Zhang Juanjuan · 
2012: Ki Bo-bae · 
2016: Chang Hye-jin ·
2020: An San ·
2024: Lim Si-hyeon
1988: Kim S-n/Wang/Yun Y-s ·
1992: Cho/Kim S-n/Lee E-k ·
1996: Kim J-s/Kim K-w/Yoon H-y ·
2000: Kim N-s/Kim S-n/Yun M-j ·
2004: Lee S-j/Park/Yun M-j ·
2008: Joo/Park/Yun O-h ·
2012: Choi/Ki/Lee S-j ·
2016: Chang/Choi/Ki ·
2020: An/Jang/Kang ·
2024: Jeon/Lim/Nam